# Папаро-Сант'Анђело (Катанцаро)
Папаро-Сант'Анђело је насеље у Италији у округу Катанцаро, региону Калабрија.
Према процени из 2011. у насељу је живело 376 становника. Насеље се налази на надморској висини од 24 м.